# Vermilion Sands
Vermilion Sands (titre original : Vermilion Sands) est un recueil de nouvelles de l'auteur britannique J. G. Ballard paru en 1971.

## Composition du recueil
Vermilion Sands est composé dans sa version en langue originale de neuf nouvelles de J. G. Ballard écrites entre 1956 et 1970. La nouvelle Les statues qui chantent n'est apparue que dans les deuxième et quatrième éditions en français. Ces nouvelles sont, dans l'ordre chronologique d'écriture :
- Prima Belladonna (Prima Belladonna, 1956) ;
- Le Sourire de Vénus (Mobile, 1957 retitré Venus Smiles) ;
- Numéro 5, les étoiles (Studio 5, The Stars, 1961) ;
- Les Mille Rêves de Stellavista (The Thousand Dreams of Stellavista, 1962) ;
- Les Statues qui chantent (The Singing Statues, 1962)
- Le Jeu des écrans (The Screen Game, 1963) ;
- Les Sculpteurs de nuages de Coral D (The Cloud-Sculptors of Coral D, 1967) ;
- Cri d'espoir, cri de fureur (Cry Hope, Cry Fury, 1967) ;
- Dites au revoir au vent (Say Goodbye to the Wind, 1970) .

Les éditions Tristram ont édité en 2013 une version augmentée de ce recueil en y ajoutant la nouvelle Le Labyrinthe Hardoon écrite en 1955 et restée toujours inédite en anglais.

## Citation de l'auteur
J. G. Ballard a déclaré que Vermilion Sands était la « banlieue exotique de son esprit ».

## Chef-d'œuvre de la science-fiction
Ce recueil de nouvelles a été classé parmi les chefs-d'œuvre de la science-fiction dans les ouvrages de références suivants :
- Annick Beguin, Les 100 principaux titres de la science-fiction, Cosmos 2000, 1981 ;
- Enquête du fanzine Carnage mondain auprès de ses lecteurs, 1989 ;
- Lorris Murail, Les Maîtres de la science-fiction, Bordas, coll. « Compacts », 1993 ;
- Stan Barets, Le science-fictionnaire, Denoël, coll. « Présence du futur », 1994.

## Critiques spécialisées
- Pierre K. Rey, Horizons du fantastique, n° 37, 1975.

## Éditions françaises
- sous le titre Vermilion Sands, ou le paysage intérieur, OPTA, collection Nebula no 3, 1975  (ISBN 2-7201-0023-4)
- Le Livre de poche, collection SF no 7053, 1979  (ISBN 2-253-02311-6)
- Pocket, collection Pocket Science-fiction no 5299, 1988  (ISBN 2-266-02248-2)
- Tristram, collection « souple » no 7, 2013  (ISBN 978-2-36719-006-8); cette édition, augmentée de la nouvelle Le Labyrinthe Hardoon, reprend les traductions révisées des Nouvelles complètes (2008-2010). Trouvé dans les archives Ballard à la National Library britannique, le texte du Labyrinthe Hardoon avait été reconstitué et révisé aux normes éditoriales actuelles, puis traduit par Bernard Sigaud à partir d'un dactylogramme sans titre, "The Hardoon Labyrinth" étant une suggestion du spécialiste David Pringle. La publication – même en français – de cette nouvelle a semble-t-il contrarié un des ayants droit de l'auteur et elle ne figure donc plus dans l'édition 2014 (couverture rouge,  (ISBN 978-2-36719-024-2). On présume que les reliquats du premier tirage 2013 ont contribué, sous une forme ou une autre, à la fabrication de nouveaux livres. Ce serait la deuxième fois dans l'œuvre de Ballard, après le scandale de Love and Napalm: Export USA chez Doubleday en 1970.